# 阿智氏
阿智氏（あちうじ）は、「阿智」を氏の名とする氏族。

## 出自
『先代旧事本紀』「天神本紀」では、饒速日命に随行した三十二柱の神の一柱として、八意思兼神の子・天表春命を信乃阿智祝部（しなののあちのはふりべ）らの祖としてあげ、その兄弟の天下春命を武蔵秩父国造の祖としている。

## 歴史
阿智神社では孝元天皇5年春正月に、天八意思兼命が御子神を従えて信濃国に降臨して鎮座したという伝承を残す。